# Herpetospermum pedunculosum
Herpetospermum pedunculosum là một loài thực vật có hoa trong họ Cucurbitaceae. Loài này được (Ser.) C.B. Clarke mô tả khoa học đầu tiên năm 1876.